# Włodzimierz (Nagosski)
Włodzimierz, imię świeckie Wasilij Nagosski (ur. 6 marca 1922 w Donorze, zm. 2 sierpnia 1997 w Grand Rapids) – amerykański biskup prawosławny, w latach 1970–1972 zwierzchnik autonomicznego Japońskiego Kościoła Prawosławnego.

## Życiorys
Jego rodzice byli emigrantami z Galicji. Wychował się w Cleveland, podczas II wojny światowej służył w armii amerykańskiej, następnie był urzędnikiem. Ukończył studia na Uniwersytecie w Cleveland ze stopniem bachelor of arts. Święcenia diakońskie przyjął w 1958, podczas nauki w seminarium duchownym przy monasterze św. Tichona Zadońskiego w South Canaan. W 1959 został wyświęcony na kapłana i skierowany do pracy duszpasterskiej w diecezji Alaski. Służył w soborze św. Michała Archanioła w Sitce oraz w soborze Wniebowstąpienia Pańskiego w Unalasce. W marcu 1961 złożył wieczyste śluby mnisze z imieniem Włodzimierz.
W 1962 otrzymał godność archimandryty, zaś 14 października 1962 z rąk metropolity całej Ameryki i Kanady Leoncjusza przyjął chirotonię na biskupa Kioto, wikariusza eparchii Tokio. Służył w Japonii; znajdujące się tam parafie prawosławne, utworzone przed 1917 przez misjonarzy rosyjskich, w 1946 zostały przekazane w jurysdykcję Metropolii Amerykańskiej. Dwa lata po przybyciu do Japonii sobór biskupów Metropolii powierzył mu zarząd wszystkich prawosławnych struktur w Japonii.
W 1969 razem z biskupem Teodozjuszem (Nagashimą) zwrócił się do patriarchy moskiewskiego i całej Rusi Aleksego I z prośbą o powtórne przyjęcie prawosławnych struktur w Japonii w jurysdykcję Rosyjskiego Kościoła Prawosławnego z utrzymaniem statusu Kościoła autonomicznego. W 1970 na czele japońskiej delegacji udał się do ZSRR. W tymże roku Rosyjski Kościół Prawosławny ponownie przyjął w swoją jurysdykcję Japoński Kościół Prawosławny, zaś biskup Włodzimierz otrzymał godność arcybiskupa Tokio i metropolity całej Japonii.
W 1972 Włodzimierz na własną prośbę odszedł z katedry i wrócił do służby w Kościele Prawosławnym w Ameryce. Od 1972 do 1974 służył w diecezji Zachodu. W 1974 został ordynariuszem tejże diecezji. Rok później z powodu złego stanu zdrowia odszedł w stan spoczynku.